# 北央自動車学校
株式会社北央自動車学校（ほくおうじどうしゃがっこう）は、北海道上川郡東神楽町に本社を置く指定自動車教習所を運営する企業。1963年創業。1981年に現在地へ移転。グループ会社として、富良野自動車学校、稚内ドライビングスクールがあり、3社で北央グループを形成する。

## 取得免許
- 普通自動車
- 準中型自動車
- 中型自動車
- 大型自動車
- 小型自動二輪車
- 普通自動二輪車
- 大型自動二輪車
- 大型特殊自動車
- 牽引自動車
- 第二種普通自動車
- 第二種中型自動車
- 第二種大型自動車

## グループ会社
- 株式会社富良野自動車学校
- 株式会社稚内ドライビングスクール